# Liste der Sternklassen
Diese Liste der Sternklassen soll eine Übersicht bieten über die Vielzahl an Einflussfaktoren, welche eine spezielle Sternklasse ausmachen. Neben den bekannteren Typen von Sternen der Hauptreihe und einigen ehemaligen Sternen wie z. B. Neutronensternen listet sie die Vielzahl an Phänomenen auf, welche oftmals entweder eine weitere Phase der Sternentwicklung darstellen oder aufgrund eines Nachbarsterns ein Zusammenspiel von zwei oder mehr Sternen.

## Liste
Die Sternklassen stellen keine reine Baumstruktur dar, sondern eher eine Netzstruktur. Um auch die Zusammenhänge in einer Tabelle darstellen zu können, ist eine Einschränkung nötig: Von den Zwischenüberschriften abgetrennt wird jede Sternklasse nur einmal aufgelistet. Jede Teiltabelle enthält also nur solche das Kriterium erfüllende Klassen, welche nicht bereits vorher gelistet wurden.

### Legende
| Abkürzungen der Spaltentitel | Abkürzungen der Spaltentitel       |
| ---------------------------- | ---------------------------------- |
| DS                           | Doppelstern                        |
| V                            | Veränderlicher Stern               |
| RS                           | Riesenstern                        |
| NS SL                        | Neutronenstern oder Schwarzes Loch |
| WZ                           | Weißer Zwerg                       |

### Tabelle
| Sternklasse                                                           | DS                          | V                           | RS                          | NS SL                       | WZ                          | Bemerkungen | Beispiel              |
| --------------------------------------------------------------------- | --------------------------- | --------------------------- | --------------------------- | --------------------------- | --------------------------- | --- | --------------------- |
| Basisklassen                                                          |                             |                             |                             |                             |                             | |                       |
| Hyperriese                                                            | —                           | —                           | Grünes Häkchensymbol für ja | —                           | —                           | Leuchtkraftklasse 0 | R136a1                |
| Überriese                                                             | —                           | —                           | Grünes Häkchensymbol für ja | —                           | —                           | Leuchtkraftklasse I | Beteigeuze            |
| Heller Riese                                                          | —                           | —                           | Grünes Häkchensymbol für ja | —                           | —                           | Leuchtkraftklasse II | Sargas                |
| Normaler Riese                                                        | —                           | —                           | Grünes Häkchensymbol für ja | —                           | —                           | Leuchtkraftklasse III | Aldebaran             |
| Unterriese                                                            | —                           | —                           | Grünes Häkchensymbol für ja | —                           | —                           | Leuchtkraftklasse IV | Eta Cephei            |
| Hauptreihenstern                                                      | —                           | —                           | —                           | —                           | —                           | Leuchtkraftklasse V, Phase des Wasserstoffbrennens. | Sonne                 |
| Unterzwerg                                                            | —                           | —                           | —                           | —                           | —                           | Leuchtkraftklasse VI oder Vorsilbe sd für sub-dwarf | US 708                |
| Weißer Zwerg                                                          | —                           | —                           | —                           | —                           | Grünes Häkchensymbol für ja | Leuchtkraftklasse VII | Sirius B              |
| Neutronenstern                                                        | —                           | —                           | —                           | Grünes Häkchensymbol für ja | —                           | — | Scorpius X-1          |
| Pulsar                                                                | —                           | Grünes Häkchensymbol für ja | —                           | Grünes Häkchensymbol für ja | —                           | — | Geminga               |
| Brauner Zwerg                                                         | —                           | —                           | —                           | —                           | —                           | kein Stern wegen zu geringer Masse | Teide 1               |
| Hauptreihensterne                                                     |                             |                             |                             |                             |                             | |                       |
| Roter Zwerg                                                           | —                           | —                           | —                           | —                           | —                           | siehe auch Flarestern | Proxima Centauri      |
| Gelber Zwerg                                                          | —                           | —                           | —                           | —                           | —                           | — | Sonne                 |
| Hauptreihenstern der Spektralklasse O                                 | —                           | —                           | —                           | —                           | —                           | — | Zeta Ophiuchi         |
| Hauptreihenstern der Spektralklasse B                                 | —                           | —                           | —                           | —                           | —                           | — | Alkaid                |
| Hauptreihenstern der Spektralklasse A                                 | —                           | —                           | —                           | —                           | —                           | — | Wega                  |
| Hauptreihenstern der Spektralklasse F                                 | —                           | —                           | —                           | —                           | —                           | — | Gamma Virginis        |
| Hauptreihenstern der Spektralklasse K                                 | —                           | —                           | —                           | —                           | —                           | — | Epsilon Eridani       |
| Kühler Unterzwerg                                                     | —                           | —                           | —                           | —                           | —                           | Metallarme Sterne, Typen sdM bis sdG | Kapteyns Stern        |
| UV-Ceti-Stern                                                         | —                           | Grünes Häkchensymbol für ja | —                           | —                           | —                           | Unterklasse der Roten Zwerge und eruptiv veränderlich | UV Ceti               |
| Gamma-Doradus-Stern                                                   | —                           | Grünes Häkchensymbol für ja | —                           | —                           | —                           | junge, Pulsationsveränderliche Sterne mit Spektralklasse F                                                                                                 | Gamma Doradus         |
| Pekuliäre Sterne                                                      |                             |                             |                             |                             |                             | |                       |
| Pekuliärer Stern                                                      | —                           | —                           | —                           | —                           | —                           | auch CP-Stern genannt, abweichende Metallhäufigkeit gegenüber normalen Sternen                                                                             |                       |
| Extremer Heliumstern                                                  | —                           | —                           | Grünes Häkchensymbol für ja | —                           | —                           | Spektralklasse A oder B | HD 124448             |
| PV-Telescopii-Stern                                                   | —                           | Grünes Häkchensymbol für ja | Grünes Häkchensymbol für ja | —                           | —                           | pekuliäre Pulsationsveränderliche Sterne mit Spektralklasse B, siehe auch Ap-Stern                                                                         | PV Telescopii         |
| Am-Stern                                                              | —                           | —                           | —                           | —                           | —                           | Spektralklasse A | Sirius A              |
| Ap-Stern                                                              | —                           | —                           | —                           | —                           | —                           | Spektralklasse A oder B | V364 Carinae          |
| Alpha2-Canum-Venaticorum-Stern                                        | —                           | Grünes Häkchensymbol für ja | —                           | —                           | —                           | pekuliäre Rotationsveränderliche Sterne | Cor Caroli            |
| SX-Arietis-Stern                                                      | —                           | Grünes Häkchensymbol für ja | —                           | —                           | —                           | pekuliäre Rotationsveränderliche Sterne | SX Arietis            |
| Lambda-Bootis-Stern                                                   | —                           | —                           | —                           | —                           | —                           | Spektralklasse B bis F | Lambda Bootis         |
| Bariumstern                                                           | Grünes Häkchensymbol für ja | —                           | Grünes Häkchensymbol für ja | —                           | —                           | Spektralklasse G oder K | Zeta Capricorni       |
| Kohlenstoffstern                                                      | —                           | —                           | Grünes Häkchensymbol für ja | —                           | —                           | — | La Superba            |
| CEMP-Stern                                                            | —                           | —                           | —                           | —                           | —                           | hoher Kohlenstoffgehalt, geringer Metallgehalt | HD 196944             |
| Quecksilber-Mangan-Stern                                              | —                           | —                           | —                           | —                           | —                           | — | Elnath                |
| Technetiumstern                                                       | —                           | Grünes Häkchensymbol für ja | Grünes Häkchensymbol für ja | —                           | —                           | — | R Andromedae          |
| Weak G-band star                                                      | —                           | —                           | Grünes Häkchensymbol für ja | —                           | —                           | Spektralklasse G oder K | HD 165634             |
| Klassen mit Riesenstern                                               |                             |                             |                             |                             |                             | |                       |
| Roter Überriese                                                       | —                           | Grünes Häkchensymbol für ja | Grünes Häkchensymbol für ja | —                           | —                           | Leuchtkraftklasse I und gehören zu den Pulsationsveränderlichen Sternen                                                                                    | Beteigeuze            |
| Leuchtkräftiger Blauer Veränderlicher                                 | —                           | Grünes Häkchensymbol für ja | Grünes Häkchensymbol für ja | —                           | —                           | Hyperriese | S Doradus             |
| Blauer Hyperriese                                                     | —                           | —                           | Grünes Häkchensymbol für ja | —                           | —                           | — | Cyg OB2-12            |
| Gelber Hyperriese                                                     | —                           | Grünes Häkchensymbol für ja | Grünes Häkchensymbol für ja | —                           | —                           | gehören zu den pulsationsveränderlichen Sternen | Rho Cassiopeiae       |
| Roter Hyperriese                                                      | —                           | —                           | Grünes Häkchensymbol für ja | —                           | —                           | — | NML Cygni             |
| Wolf-Rayet-Stern                                                      | —                           | Grünes Häkchensymbol für ja | Grünes Häkchensymbol für ja | —                           | —                           | gehören zu den Eruptiv Veränderlichen Sternen | WR 102ka              |
| Gelber Riese                                                          | —                           | —                           | Grünes Häkchensymbol für ja | —                           | —                           | — | Canopus               |
| Blauer Riese                                                          | —                           | —                           | Grünes Häkchensymbol für ja | —                           | —                           | — | Alnitak               |
| Roter Riese                                                           | —                           | —                           | Grünes Häkchensymbol für ja | —                           | —                           | — | Aldebaran             |
| Mirastern                                                             | —                           | Grünes Häkchensymbol für ja | Grünes Häkchensymbol für ja | —                           | —                           | Pulsationsveränderliche Rote Riesen | Mira (Stern)          |
| OH/IR-Stern                                                           | —                           | Grünes Häkchensymbol für ja | Grünes Häkchensymbol für ja | —                           | —                           | Entwicklungsstadium eines Roten Riesen | WX Piscium            |
| Nicht veränderlicher OH/IR-Stern                                      | —                           | —                           | Grünes Häkchensymbol für ja | —                           | —                           | sehr späte Phase vor dem Übergang zum Planetarischen Nebel                                                                                                 |                       |
| AGB-Stern                                                             | —                           | Grünes Häkchensymbol für ja | Grünes Häkchensymbol für ja | —                           | —                           | Entwicklungsstadium eines Roten Riesen |                       |
| Super-AGB-Stern                                                       | —                           | —                           | Grünes Häkchensymbol für ja | —                           | —                           | massereiche Rote Riesen |                       |
| Red Clump Star                                                        | —                           | —                           | Grünes Häkchensymbol für ja | —                           | —                           | — | Deneb Kaitos          |
| Cepheiden                                                             | —                           | Grünes Häkchensymbol für ja | Grünes Häkchensymbol für ja | —                           | —                           | Pulsationsveränderliche Sterne | Delta Cephei          |
| Anomale Cepheiden                                                     | —                           | Grünes Häkchensymbol für ja | Grünes Häkchensymbol für ja | —                           | —                           | Pulsationsveränderliche Sterne | BL Bootis             |
| RV-Tauri-Stern                                                        | —                           | Grünes Häkchensymbol für ja | Grünes Häkchensymbol für ja | —                           | —                           | TypII Cepheiden: Pulsationsveränderliche Sterne | RV Tauri              |
| BL-Herculis-Stern                                                     | —                           | Grünes Häkchensymbol für ja | Grünes Häkchensymbol für ja | —                           | —                           | TypII Cepheiden: Pulsationsveränderliche Sterne | BL Herculis           |
| W-Virginis-Stern                                                      | —                           | Grünes Häkchensymbol für ja | Grünes Häkchensymbol für ja | —                           | —                           | TypII Cepheiden: Pulsationsveränderliche Sterne | W Virginis            |
| Ultra Long Period Cepheid                                             | —                           | Grünes Häkchensymbol für ja | Grünes Häkchensymbol für ja | —                           | —                           | Pulsationsveränderliche Sterne | BZ Tucanae            |
| RR-Lyrae-Stern                                                        | —                           | Grünes Häkchensymbol für ja | Grünes Häkchensymbol für ja | —                           | —                           | Pulsationsveränderliche Sterne mit Spektralklasse A bis F                                                                                                  | RR Lyrae              |
| Alpha-Cygni-Stern                                                     | —                           | Grünes Häkchensymbol für ja | Grünes Häkchensymbol für ja | —                           | —                           | Pulsationsveränderliche Sterne | Deneb A (Alpha Cygni) |
| My-Cephei-Sterne                                                      | —                           | Grünes Häkchensymbol für ja | Grünes Häkchensymbol für ja | —                           | —                           | veraltete Sternklasse | Granatstern           |
| Halbregelmäßig veränderlicher Stern                                   | —                           | Grünes Häkchensymbol für ja | Grünes Häkchensymbol für ja | —                           | —                           | — | Granatstern           |
| Langsam unregelmäßig veränderlicher Stern                             | —                           | Grünes Häkchensymbol für ja | Grünes Häkchensymbol für ja | —                           | —                           | — | U Antliae             |
| R-Coronae-Borealis-Stern                                              | —                           | Grünes Häkchensymbol für ja | Grünes Häkchensymbol für ja | —                           | —                           | Eruptiv veränderliche Sterne | R Coronae Borealis    |
| DY-Persei-Stern                                                       | —                           | Grünes Häkchensymbol für ja | Grünes Häkchensymbol für ja | —                           | —                           | Eruptiv veränderliche Sterne – Unterklasse der RCB | DY Persei             |
| RS-Canum-Venaticorum-Stern                                            | Grünes Häkchensymbol für ja | Grünes Häkchensymbol für ja | Grünes Häkchensymbol für ja | —                           | —                           | Eruptiv Veränderliche Sterne | RS Canum Venaticorum  |
| FK-Comae-Berenices-Stern                                              | —                           | Grünes Häkchensymbol für ja | Grünes Häkchensymbol für ja | —                           | —                           | Rotationsveränderliche Sterne mit Spektralklasse G oder K                                                                                                  | FK Comae Berenices    |
| Colliding-Wind Binary                                                 | Grünes Häkchensymbol für ja | —                           | Grünes Häkchensymbol für ja | —                           | —                           | — | Eta Carinae           |
| Symbiotischer Stern                                                   | Grünes Häkchensymbol für ja | Grünes Häkchensymbol für ja | Grünes Häkchensymbol für ja | —                           | —                           | Veränderliche mit einem Roten Riesen | R Aquarii             |
| Weißer Zwerg als kompaktes Objekt                                     |                             |                             |                             |                             |                             | |                       |
| ZZ-Ceti-Stern                                                         | —                           | Grünes Häkchensymbol für ja | —                           | —                           | Grünes Häkchensymbol für ja | pulsierende weiße Zwerge | ZZ Ceti               |
| GW-Virginis-Stern                                                     | —                           | Grünes Häkchensymbol für ja | —                           | —                           | Grünes Häkchensymbol für ja | pulsierende weiße Zwerge | PG 1159-035           |
| PG1159-Stern                                                          | —                           | —                           | —                           | —                           | Grünes Häkchensymbol für ja | späte Phase der Sternentwicklung zum Weißen Zwerg, nicht zwingend mit Pulsationen                                                                          | PG 1159-035           |
| Kataklysmische Veränderliche                                          | Grünes Häkchensymbol für ja | Grünes Häkchensymbol für ja | —                           | —                           | Grünes Häkchensymbol für ja | Normalerweise Doppelsternsystem mit mindestens 1 weißen Zwerg                                                                                              |                       |
| AM-Canum-Venaticorum-Stern                                            | Grünes Häkchensymbol für ja | Grünes Häkchensymbol für ja | —                           | —                           | Grünes Häkchensymbol für ja | Kataklysmische Veränderliche | AM Canum Venaticorum  |
| SW-Sextantis-Stern                                                    | Grünes Häkchensymbol für ja | Grünes Häkchensymbol für ja | —                           | —                           | Grünes Häkchensymbol für ja | Kataklysmische Veränderliche (roter Zwerg und weißer Zwerg)                                                                                                | SW Sextantis          |
| Nova                                                                  | Grünes Häkchensymbol für ja | Grünes Häkchensymbol für ja | —                           | —                           | Grünes Häkchensymbol für ja | Kataklysmische Veränderliche | GK Persei             |
| AM-Herculis-Stern                                                     | Grünes Häkchensymbol für ja | Grünes Häkchensymbol für ja | —                           | —                           | Grünes Häkchensymbol für ja | Kataklysmische Veränderliche (engl. Polars) | AM Herculis           |
| DQ-Herculis-Stern                                                     | Grünes Häkchensymbol für ja | Grünes Häkchensymbol für ja | —                           | —                           | Grünes Häkchensymbol für ja | Kataklysmische Veränderliche (engl. Intermediate polars)                                                                                                   | DQ Herculis           |
| Zwergnova (UG)                                                        | Grünes Häkchensymbol für ja | Grünes Häkchensymbol für ja | —                           | —                           | Grünes Häkchensymbol für ja | Kataklysmische Veränderliche | U Geminorum           |
| SU-Ursae-Majoris-Stern (UGSU)                                         | Grünes Häkchensymbol für ja | Grünes Häkchensymbol für ja | —                           | —                           | Grünes Häkchensymbol für ja | Kataklysmische Veränderliche (Untergruppe der Zwergnovae)                                                                                                  | SU Ursae Majoris      |
| SS-Cygni-Stern (UGSS)                                                 | Grünes Häkchensymbol für ja | Grünes Häkchensymbol für ja | —                           | —                           | Grünes Häkchensymbol für ja | Kataklysmische Veränderliche (Untergruppe der Zwergnovae)                                                                                                  | SS Cygni              |
| Z-Camelopardalis-Stern (UGZ)                                          | Grünes Häkchensymbol für ja | Grünes Häkchensymbol für ja | —                           | —                           | Grünes Häkchensymbol für ja | Kataklysmische Veränderliche (Untergruppe der Zwergnovae)                                                                                                  | Z Camelopardalis      |
| Superweiche Röntgenquelle (SSS)                                       | —                           | Grünes Häkchensymbol für ja | —                           | —                           | Grünes Häkchensymbol für ja | Veränderliche Sterne | QR Andromedae         |
| EL-Canum-Venaticorum-Stern                                            | Grünes Häkchensymbol für ja | Grünes Häkchensymbol für ja | —                           | —                           | Grünes Häkchensymbol für ja | Bedeckungsveränderliche Sterne | EL Canum Venaticorum  |
| Weißer Zwerg, Neutronenstern oder Schwarzes Loch als kompaktes Objekt |                             |                             |                             |                             |                             | |                       |
| Röntgendoppelstern                                                    | Grünes Häkchensymbol für ja | Grünes Häkchensymbol für ja | —                           | Grünes Häkchensymbol für ja | —                           | Doppelsternsystem mit Weißem Zwerg, Neutronenstern oder Schwarzem Loch                                                                                     |                       |
| Mikroblazar                                                           | Grünes Häkchensymbol für ja | Grünes Häkchensymbol für ja | —                           | Grünes Häkchensymbol für ja | —                           | Röntgendoppelstern mit Neutronenstern oder Schwarzem Loch                                                                                                  | Cygnus X-1 (Kandidat) |
| Mikroquasar                                                           | Grünes Häkchensymbol für ja | Grünes Häkchensymbol für ja | —                           | Grünes Häkchensymbol für ja | —                           | Röntgendoppelstern mit Neutronenstern oder Schwarzem Loch                                                                                                  | GRS 1915+105          |
| Supergiant Fast X-ray Transient (SFXT)                                | Grünes Häkchensymbol für ja | Grünes Häkchensymbol für ja | Grünes Häkchensymbol für ja | Grünes Häkchensymbol für ja | —                           | Röntgendoppelstern mit Neutronenstern und Überriesen |                       |
| Symbiotischer Röntgendoppelstern (SyXB)                               | Grünes Häkchensymbol für ja | Grünes Häkchensymbol für ja | Grünes Häkchensymbol für ja | Grünes Häkchensymbol für ja | —                           | Röntgendoppelstern mit Neutronenstern und Rotem Riesen |                       |
| Ultrakompakter Röntgendoppelstern (UCXB)                              | Grünes Häkchensymbol für ja | Grünes Häkchensymbol für ja | —                           | Grünes Häkchensymbol für ja | Grünes Häkchensymbol für ja | Röntgendoppelstern mit Neutronenstern und Weißem Zwerg oder Heliumstern                                                                                    | SWIFT J1756.9−2508    |
| Röntgennova (SXT)                                                     | Grünes Häkchensymbol für ja | Grünes Häkchensymbol für ja | —                           | Grünes Häkchensymbol für ja | —                           | Röntgendoppelstern mit Neutronenstern oder Schwarzem Loch                                                                                                  | A0620−00              |
| Sehr lichtschwacher Röntgendoppelstern                                | Grünes Häkchensymbol für ja | Grünes Häkchensymbol für ja | —                           | Grünes Häkchensymbol für ja | —                           | Röntgendoppelstern mit Neutronenstern oder Schwarzem Loch                                                                                                  |                       |
| Ultraleuchtkräftige Röntgenquelle (ULX)                               | Grünes Häkchensymbol für ja | Grünes Häkchensymbol für ja | —                           | Grünes Häkchensymbol für ja | —                           | vermutet wird ein Röntgendoppelstern mit einem beteiligten Schwarzen Loch oder Pulsar                                                                      | M82 X-2               |
| Gammastrahlendoppelstern                                              | Grünes Häkchensymbol für ja | Grünes Häkchensymbol für ja | —                           | Grünes Häkchensymbol für ja | —                           | Doppelsternsystem mit Neutronenstern oder Schwarzem Loch                                                                                                   | Cygnus X-3            |
| Röntgenpulsar                                                         | —                           | Grünes Häkchensymbol für ja | —                           | Grünes Häkchensymbol für ja | —                           | — | Centaurus X-3         |
| Gamma-Pulsar                                                          | —                           | Grünes Häkchensymbol für ja | —                           | Grünes Häkchensymbol für ja | —                           | — | Vela-Pulsar           |
| Magnetar                                                              | —                           | Grünes Häkchensymbol für ja | —                           | Grünes Häkchensymbol für ja | —                           | — | SGR 1900+14           |
| Soft Gamma Repeater                                                   | —                           | —                           | —                           | Grünes Häkchensymbol für ja | —                           | — | SWIFT J1822.3−1606    |
| Central Compact Objects in Supernova Remnants                         | —                           | —                           | —                           | Grünes Häkchensymbol für ja | —                           | — | Cassiopeia A          |
| Rotating radio transient (RRAT)                                       | —                           | Grünes Häkchensymbol für ja | —                           | Grünes Häkchensymbol für ja | —                           | — | PSR J1819−1458        |
| Röntgenschwache isolierte Neutronensterne                             | —                           | —                           | —                           | Grünes Häkchensymbol für ja | —                           | — | RX J1856-3754         |
| Schwarze Witwe                                                        | Grünes Häkchensymbol für ja | —                           | —                           | Grünes Häkchensymbol für ja | —                           | — | PSR J1959+2048        |
| Junge Sterne                                                          |                             |                             |                             |                             |                             | |                       |
| Protostern                                                            | —                           | Grünes Häkchensymbol für ja | —                           | —                           | —                           | frühe Phase der Sternentwicklung | W75N(B)-VLA2          |
| T-Tauri-Stern                                                         | —                           | Grünes Häkchensymbol für ja | —                           | —                           | —                           | junge eruptiv veränderliche Sterne | T Tauri               |
| EXor                                                                  | —                           | Grünes Häkchensymbol für ja | —                           | —                           | —                           | junge eruptiv veränderliche Sterne | EX Lupi               |
| Herbig-Ae/Be-Stern                                                    | —                           | Grünes Häkchensymbol für ja | —                           | —                           | —                           | junge eruptiv veränderliche Sterne | HD 100546             |
| UX-Orionis-Stern                                                      | —                           | Grünes Häkchensymbol für ja | —                           | —                           | —                           | junge eruptiv veränderliche Sterne | UX Orionis            |
| FU-Orionis-Stern                                                      | —                           | Grünes Häkchensymbol für ja | —                           | —                           | —                           | junge eruptiv veränderliche Sterne | FU Orionis            |
| Lindroos-Doppelstern                                                  | Grünes Häkchensymbol für ja | —                           | —                           | —                           | —                           | Doppelsterne mit Primärkomponente Spektralklasse B, Sekundärkomponente F bis M                                                                             | Regulus               |
| Spezielle Klassen                                                     |                             |                             |                             |                             |                             | |                       |
| Kompakter Stern                                                       | —                           | —                           | —                           | —                           | —                           | Ein ausgebranntes Objekt nach dem Ende der Kernfusion. Dazu zählen Weiße Zwerge, Neutronensterne und Stellare Schwarze Löcher.                             |                       |
| Wechselwirkender Doppelstern                                          | Grünes Häkchensymbol für ja | —                           | —                           | —                           | —                           | — |                       |
| Heißer Unterzwerg                                                     | —                           | —                           | —                           | —                           | —                           | Helium fusionierende Sterne, Typen sdB und sdO | Kepler-70             |
| Be-Stern                                                              | —                           | —                           | —                           | —                           | —                           | Sterne mit Spektralklasse B (oder O/A) | EE Cephei             |
| Gamma-Cassiopeiae-Analog                                              | —                           | Grünes Häkchensymbol für ja | —                           | —                           | —                           | Eruptiv veränderliche Sterne – Unterklasse der Be-Sterne                                                                                                   | Gamma Cassiopeiae     |
| Lambda-Eridani-Stern                                                  | —                           | Grünes Häkchensymbol für ja | —                           | —                           | —                           | Unterklasse der Be-Sterne | Lambda Eridani        |
| B[e]-Stern                                                            | —                           | —                           | —                           | —                           | —                           | auch als Bep-Stern oder BQ-Stern bezeichnet |                       |
| FS-Canis-Majoris-Stern                                                | —                           | Grünes Häkchensymbol für ja | —                           | —                           | —                           | Eruptiv veränderliche Sterne – Unterklasse der BQ- resp. B[e]-Sterne                                                                                       | FS Canis Majoris      |
| Blaue Nachzügler                                                      | —                           | —                           | —                           | —                           | —                           | — | 40 Cancri             |
| Gelbe Nachzügler                                                      | —                           | —                           | —                           | —                           | —                           | — |                       |
| Rote Nachzügler                                                       | —                           | —                           | —                           | —                           | —                           | — |                       |
| Runaway-Stern                                                         | —                           | —                           | —                           | —                           | —                           | Sterne mit hoher Geschwindigkeit | AE Aurigae            |
| Schnellläufer                                                         | —                           | —                           | —                           | —                           | —                           | Sterne mit hoher Geschwindigkeit | 61 Cygni              |
| Hyperschnellläufer                                                    | —                           | —                           | —                           | —                           | —                           | Sterne mit hoher Geschwindigkeit | US 708                |
| Weitere Veränderliche Klassen                                         |                             |                             |                             |                             |                             | |                       |
| Pulsationsveränderlicher Stern                                        | —                           | Grünes Häkchensymbol für ja | —                           | —                           | —                           | Pulsationsveränderliche Sterne |                       |
| Delta-Scuti-Stern                                                     | —                           | Grünes Häkchensymbol für ja | —                           | —                           | —                           | Pulsationsveränderliche Sterne mit Spektralklasse A oder F (Hauptreihe und Unterriesen)                                                                    | Delta Scuti           |
| SX-Phoenix-Stern                                                      | —                           | Grünes Häkchensymbol für ja | —                           | —                           | —                           | Pulsationsveränderliche Sterne, die zu den Blauen Nachzüglern gerechnet werden                                                                             | SX Phoenicis          |
| Beta-Cephei-Stern                                                     | —                           | Grünes Häkchensymbol für ja | —                           | —                           | —                           | Pulsationsveränderliche Sterne mit Spektralklasse B (Hauptreihe und Unterriesen)                                                                           | Beta Cephei           |
| Langsam pulsierender B-Stern                                          | —                           | Grünes Häkchensymbol für ja | —                           | —                           | —                           | Pulsationsveränderliche Sterne mit Spektralklasse B (Hauptreihe und Unterriesen) – auch SPB genannt                                                        | Zeta Pegasi           |
| Blue Large-Amplitude Pulsator (BLAP)                                  | —                           | Grünes Häkchensymbol für ja | —                           | —                           | —                           | Pulsationsveränderliche Sterne | OGLE-BLAP-009         |
| Heartbeat Star                                                        | Grünes Häkchensymbol für ja | Grünes Häkchensymbol für ja | —                           | —                           | —                           | Veränderliche Sterne | KOI-54                |
| Doppelperiodischer Veränderlicher                                     | Grünes Häkchensymbol für ja | Grünes Häkchensymbol für ja | —                           | —                           | —                           | Eruptiv Veränderliche Sterne | V393 Scorpii          |
| Rotationsveränderlicher Stern                                         | —                           | Grünes Häkchensymbol für ja | —                           | —                           | —                           | — |                       |
| BY-Draconis-Stern                                                     | —                           | Grünes Häkchensymbol für ja | —                           | —                           | —                           | Rotationsveränderliche Sterne der Spektralklassen G bis M                                                                                                  | Epsilon Eridani       |
| Ellipsoid veränderlicher Stern                                        | Grünes Häkchensymbol für ja | Grünes Häkchensymbol für ja | —                           | —                           | —                           | Rotationsveränderliche Sterne | Spica                 |
| Bedeckungsveränderlicher Stern                                        | Grünes Häkchensymbol für ja | Grünes Häkchensymbol für ja | —                           | —                           | —                           | — |                       |
| Algolstern                                                            | Grünes Häkchensymbol für ja | Grünes Häkchensymbol für ja | —                           | —                           | —                           | Bedeckungsveränderliche Sterne | Algol                 |
| HW-Virginis-Stern                                                     | Grünes Häkchensymbol für ja | Grünes Häkchensymbol für ja | —                           | —                           | —                           | Bedeckungsveränderliche Sterne | HW Virginis           |
| W-Ursae-Majoris-Stern                                                 | Grünes Häkchensymbol für ja | Grünes Häkchensymbol für ja | —                           | —                           | —                           | Bedeckungsveränderliche Stere | W Ursae Majoris       |
| Beta-Lyrae-Stern                                                      | Grünes Häkchensymbol für ja | Grünes Häkchensymbol für ja | —                           | —                           | —                           | Bedeckungsveränderliche Sterne | Beta Lyrae            |
| Leuchtkräftige Rote Nova                                              | —                           | Grünes Häkchensymbol für ja | —                           | —                           | —                           | Kataklysmische Veränderliche, vermutlich entstanden durch Sternkollision                                                                                   | V838 Monocerotis      |
| Hypothetische Klassen                                                 |                             |                             |                             |                             |                             | |                       |
| Schwarzer Zwerg                                                       | —                           | —                           | —                           | —                           | Grünes Häkchensymbol für ja | kalte weiße Zwerge |                       |
| Thorne-Żytkow-Objekt                                                  | —                           | —                           | Grünes Häkchensymbol für ja | Grünes Häkchensymbol für ja | —                           | hypothetisches Objekt: Riesenstern mit einem Neutronenstern im Zentrum                                                                                     | HV 2112 (Kandidat)    |
| Quasi-Stern                                                           | —                           | —                           | —                           | Grünes Häkchensymbol für ja | —                           | hypothetisches Objekt: Stern mit einem Schwarzen Loch im Zentrum: Energie und Strahlungsdruck werden durch Materie erzeugt, welche ins Schwarze Loch fällt |                       |
| Supermassereicher Stern                                               | —                           | —                           | —                           | —                           | —                           | — |                       |
| Dunkler Stern                                                         | —                           | —                           | —                           | —                           | —                           | — |                       |
| Eisenstern                                                            | —                           | —                           | —                           | —                           | —                           | — |                       |
| Gravastern                                                            | —                           | —                           | —                           | —                           | —                           | Alternative Erklärung des Phänomens vom Schwarzen Loch |                       |
| Schalenkollapsar                                                      | —                           | —                           | —                           | —                           | —                           | Alternative Erklärung des Phänomens vom Schwarzen Loch |                       |
| Quarkstern                                                            | —                           | —                           | —                           | —                           | —                           | Hypothetische Zwischenstufe zwischen Neutronenstern und Schwarzem Loch                                                                                     | 3C 58 (Kandidat)      |

### Ereignisse im Zusammenhang mit Sternklassen
| Ereignis                 | DS                          | V                           | RS                          | NS                          | WZ                          | Bemerkungen                                                         |
| ------------------------ | --------------------------- | --------------------------- | --------------------------- | --------------------------- | --------------------------- | ------------------------------------------------------------------- |
| Superflare               | —                           | —                           | —                           | —                           | —                           | Extremer Strahlungsausbruch (Flare) bei einem sonnenähnlichen Stern |
| Leuchtkräftige Rote Nova | —                           | Grünes Häkchensymbol für ja | —                           | —                           | —                           | —                                                                   |
| Röntgennova              | Grünes Häkchensymbol für ja | Grünes Häkchensymbol für ja | —                           | —                           | —                           | Helligkeitsausbruch eines Röntgendoppelsterns                       |
| Zwergnova                | Grünes Häkchensymbol für ja | Grünes Häkchensymbol für ja | —                           | —                           | Grünes Häkchensymbol für ja | kataklysmische Veränderliche                                        |
| Nova                     | Grünes Häkchensymbol für ja | Grünes Häkchensymbol für ja | —                           | —                           | Grünes Häkchensymbol für ja | —                                                                   |
| Kilonova                 | Grünes Häkchensymbol für ja | Grünes Häkchensymbol für ja | —                           | —                           | —                           | —                                                                   |
| Supernova                | —                           | Grünes Häkchensymbol für ja | Grünes Häkchensymbol für ja | —                           | —                           | —                                                                   |
| Hypernova                | —                           | Grünes Häkchensymbol für ja | Grünes Häkchensymbol für ja | —                           | —                           | —                                                                   |
| Hypothetische Ereignisse |                             |                             |                             |                             |                             |                                                                     |
| Quark-Nova               | —                           | Grünes Häkchensymbol für ja | —                           | Grünes Häkchensymbol für ja | —                           | —                                                                   |
| Un-Nova                  | —                           | Grünes Häkchensymbol für ja | Grünes Häkchensymbol für ja | —                           | —                           | —                                                                   |